# 내 짝꿍 박순정
《내 짝꿍 박순정》은 1998년 7월 17일에 MBC에서 방영한 베스트극장이다.

## 줄거리
초등학교 시절 짝사랑하던 순정(김지영 분)을 성인이 되어서 만난 상욱(이성재 분)은 기대와 달리 촌스러워진 모습에 실망한다. 상욱이 일하는 회사에 찾아오는 등 순정은 반가운 마음에 상욱에게 적극적으로 다가가고 상욱은 순정의 어린 시절 모습과 현재의 모습에 미묘한 갈등을 느낀다. 결국 회사동료에게 순정을 소개시켜주지만 진실 되지 못한 동료를 만나는 순정이 안쓰럽고 보호해주고 싶은 마음이 든다. 둘은 함께 다니던 초등학교에 찾아가 어린 시절의 추억을 되새겨본다.

## 등장 인물

### 주요 인물
- 이성재 : 한상욱 역 (아역 오현철)
- 김지영 : 박순정 역 (아역 전혜진)

### 그 외 인물
- 최용민 : 순정의 아버지 역
- 김홍석 : 황태원 역 - 상욱의 직장동료
- 윤순홍 : 세탁소 사장 역
- 이현경 : 이보영 역 - 상욱의 직장동료
- 이영자
- 김승수 : 배우 역
- 이아영
- 계민정
- 강수진